# Granit
Granit je čest i vrlo raširen tip kiselih intruzivnih magmatskih stijena. Obično su srednje do krupno kristalasti, a mogu biti ružičasti do tamnosivi, što ovisi o njihovom kemijskom i mineralnom sastavu. Obično se pojavljuje u obliku batolita, koji grade čitave kontinente. Ponekad ga možemo naći u cirkularnim depresijama okruženim lancem brežuljaka formiranim metamorfnom aureolom - hornfelsom, koji nastaje na kontaktu vrućeg intrudirajućeg magmatskog tijela i okolne stijenske mase.
Granit je gotovo uvijek masivan, čvrst i tvrd, zbog čega je vrlo raširena njegova uporaba kao građevinskog (tehničkog) i arhitektonskog (ukrasnog) kamena. Prosječna gustoća granita je 2.75 g·cm−3, ali varira od 1.74 g·cm−3 do 2.80 g·cm−3. Riječ granit potječe iz latinskoga jezika, što upućuje na krupnozrnatu strukturu te kristalinske stijene. Granit je slabo radioaktivan zbog primjesa uranijevih minerala.